# Idriz Voca
Idriz Voca, né le 15 mai 1997 à Stans, est un footballeur albanais, international kosovar.
Son poste de prédilection est milieu défensif. Il évolue actuellement à Ankaragücü, en Turquie.

## Biographie

### En club
Lors de la saison 2018-2019, il joue deux matchs en Ligue Europa avec le club du FC Lucerne.

### En équipe nationale
Il reçoit sa première sélection en équipe du Kosovo le 24 mars 2018, en amical contre Madagascar (victoire 0-1).